# Црква Свете Недјеље у Јошици
Саборни храм Свете Недјеље (Неђеље, Недеље) српски је православни храм Митрополије црногорско-приморске у Јошици - Каменарима, општина Херцег Нови, Бока которска, Црна Гора. Припада Архијерејском протопрезвитеријату херцегновском и налази се у близини пристаништа за трајект на реалцији Лепетани - Каменари.

## Историја

### Стара црква
Лазар Томановић је записао да је нова црква, са једним кубетом, подигнута над старом истог имена, гдје се и служило, док нова није завршена, па је тек онда срушена. Када су хтјели рушити стару цркву, племе Ерцеговића (тада већ покатоличено) се опирало, наводећи своја права на ту цркву. Наводили су да су као цијену за ту цркву дали Турцима младића у робље. Друго племе, православно, је дало Турцима дјевојку у исту сврху. Православни су им зато дали, као накнаду, 500 фр. Стара црквица је била ниска и уска, али дугачка, и цијелом половином висине над земљом. Документ цркве на турском језику налазио се у задарској православној конзисторији, па је и он нестао. Црква се налази на врху брежуљка, окруженог морем, осим са западне стране. Код цркве је и гробље у којем су сахрањнивани и Томановићи (нпр. сестра Лазара Томановића Софија...). То је парохијална црква Јошићке општине у којој припадају и православни из Лепетана, што су на десној страни тјеснаца Вериге.
Стара црква је подигнута у 17. вијеку, у вријеме турске владавине на тим просторима. Пошто Руси свету Недјељу поштују под грчким именом Киријакија, а ова црква се зове по светитељки чије име на српском подсјећа на један од дана, недјељу, то је забуном, на многим црквеним предметима који су стигли из Русије, писало да је то за цркву Воскресенија Христова у Јошици. (Руси за недјељу кажу Воскресенье). Чак је и црквени печат имао приказ Христовог васкрсења. Обичај је био, а и данас је тако, да се храмовни празник слави у прву недјељу по Илиндану. И Павле Ровински пише да се недјеља употребљава код свих Срба у смислу нерадног дана, сваке седмице, али да она такође има значење и посебног празника коме се посвећују цркве, као и другим свецима и празницима. И тако наводи примјер у Боки, да православна опћина Лепетане и Јошице има парохијску цркву Света недјеља, и да се слави прве недјеље послије Илиндана. Наводи идентичну праксу и на Његушима, гдје се у малој и старој цркви, издвојеној из села, служи једном годишње и то прве недјеље послије Крстовдана (14. септембра).
Детаљније од Томановића је о цркви писао јошићки свештеник Андрија И. Балић. Он је у Шематизму Епархије бококоторско-дубровачке за 1876. годину записао да су стару цркву у вријеме Турака саградиле три породице досељене из Херцеговине: Радојевићи (Балићи), Цицовићи и Ерцеговићи (који су касније, под брачним везама, прешли на римокатоличку вјеру). Пошто су је изградили без дозволе турске власти, морали су дати два младића у робље. За то су 1675. добили златним словима потписано царево писмо. Писмо 1832. г. односи владика Рајачић, да га преведе. Покатоличени Ерцеговићи су касније испословали код млетачке власти да се у цркву постави и католички олтар, који је ту био до 1812. године. Из турског документа се види да је Осман капетан затворио у тамници у Бијелој Тома и Михаила Радојевића, јер су подигли цркву без дозволе. Након плаћене казне добили су за то и писмену потврду. Ту се спомиње да су ова двојица цркву изградили на свом земљишу, а у документу се не наводе Цицовићи и Ерцеговићи.
Из другог, недатираног документа, се види да сељни нису имали новца да плате Турцима глобу, па су им Радојевићи у робље дали дјевојку, а Ерцеговићи младића. Ерцеговићи су продали црквену земљу опату Маџаревићу, а Радојевићи нису ништа продали, као ни Балићи. Постоји претпоставка да су доселили из Мојдежа, а и тамо постоји црква Свете Недјеље, са почетка 16. вијека, па су, могуће, донијели у ново мјесто живљења и стари култ Свете Недјеље. Најстатрији сачувани документ цркве је у вези католичког олтара, постављен у вријеме владавине Млечана. То је представка од 21. децембра 1810. године пароха јошићког Јована Вукошића, архимандриту Зелићу у Котор. Писмо Зелића (бр. 128) из 1812. године, одговор је на упит јошићког пароха, шта треба да ради, када католички поп дође да служи у цркву, на православни Илиндан, коју су славили као крсну славу Ерцеговићи, иако су доста раније покатоличени. Рекао му је да га пусти, а да ће се проблем двоолтарских (православно-католичких) цркава временом ријешити.
Иако је 1812. године уклоњен католички олтар, Ерцеговићи, једини католици у селу, су и даље сахрањивали своје умрле код цркве. Молили су да им се за уклоњени олтар огради посебна капела. Власт је 1840. одбила захтјев бискупу да се гради католичка капела за Јошицу, због малог броја католика у том мјесту (6 католичких породица са 25 људи, а православних је било 32 породице). То питање је поново оживјело када су православни одлучили да подигну нову, већу цркву. Католици су тражили да се црква не руши, или ако се руши да им се исплати надокнада, што је и учињено. Православци и католици су се у Котору 11. јануара 1858. нагодили. Католицима је исплаћено 220 форинти и православни уживају потпуна права на цркву. Нагодба је потврђена и декретом Намјесништа у Задру од 25. јануара исте године под бр. 1257. Проблем је ријешен на обостртано задовољство, а католици су наставили да долазе на литије на дан прослављаа Свете Недјеље, заједно са православцима. Црква Светог Трифуна у Морињу је била исто предмет спора православаца и католика, али је данас католичка.
Иван Кукуљевић Сакцински у својим радовима спомиње ову цркву на два мјеста. О старој је цркви написао да је у византијском стилу, на крст саграђена и да је до пола у земљу пропала. Жалио је у плану да се руши, због градње нове, уз констатацију да ту нема ко да брине о старинама. Црква је имала сводове над пјевницама и била је у облику крста, по свједочењу Томе Катурића из Јошица, који је као дијете ишао у стару цркву. Црквени кров је био толико низак, да се могло са стране, на њему сједити.

### Нова црква
Нова црква, поред старе, се градила од 1857. - 1867. године. Пошто је олтар на истом мјесту, само уздигнут, није била потреба освештавања нове цркве, само обред обновљења храма. Цркву је освештао јошићки свештеник Андрија Илин Балић на Бадњи дан 1867. године. Нова црква је дуга 20, а широка 7,5 метара. С куполом (са 6 прозора) је висока око 16 метара. Цркву су градили Драго, Симо и Јови Ђурић из Игала. Највећи приложник за градњу нове цркве био је Илија Марков Ђурановић, који се родио у Ђурићима г. 1785. године. 1890. и 1891. рестауриран је црквени иконостас. Поред бројних приложника, Филип Томановић је поклонио цркви сребрно кандило. Прилагали су и јошићки католици, као и православни католичкој капели која је саграђена 1894. године.
 Лазар Томановић је сахрањен у црквеној порти, али је гроб стар и временом је натпис нестао, уништен зубом времена. Степениште код олтарског дијела цркве води до малог гробља у којем су сахрањени, поред осталих, и неки други Томановићи.
Иконостас је радио мајстор Л. Пињоли из Пераста. Иконе апостола и
јеванђелиста као и пријестолне иконе Св. Јована Крститеља и Св. Недјеље, а можда и икону Тајне вечере, насликао је сликар Шпиро Ђурановић из Ђурића, који је сликао иконе на иконостасима многих цркава у Боки. 1829. су била звона на преслицу, поред цркве. Аустријске власти су их у рату однијели, па су након рата купљена нова звона. 1930. парохијани су установили одбор за граду великог звоника. Стари звоник је порушен 1936, а нови је завршен до јуна 1939. године. Висок је 19,5 метара, а са крстом 21,5 метар. Грађен је од корчуланског камена, као и нова црква манастира Савине. Новији, велики звоник је освећен на дан храмовне славе 24. јула
(6. августа) 1939. године.